# 시레토코 유람선 침몰 사고

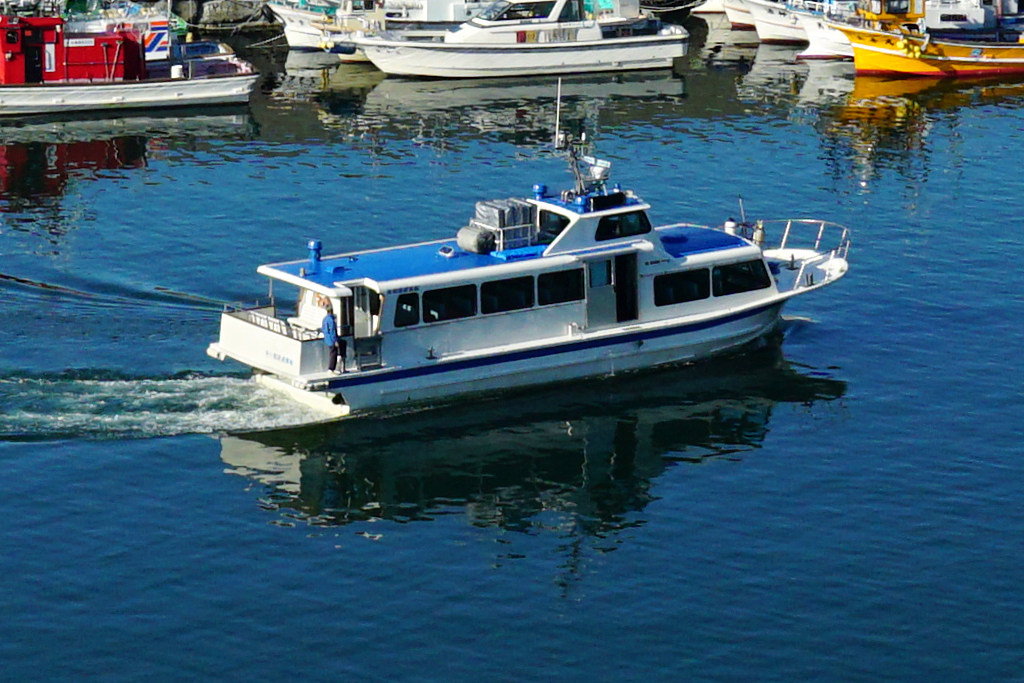
카즈 1호 (KAZU I)

시레토코 유람선 침몰 사고는 2022년 4월 23일 오후 1시 15분경, 일본 홋카이도 시레토코반도 앞바다를 지나던 시레토코 유람선 소속 유람선 카즈 1호가 침몰한 사고이다. 이 사고로 10명이 사망하고 16명이 실종되었다.